# Cher (departamento)
O Cher (18) é um departamento francês situado na região Centro que tem seu nome do rio homônimo.

## História
O departamento foi criado durante a Revolução francesa, em 4 de março de 1790, em aplicação da lei de 22 de dezembro de 1789, a partir de uma parte da antiga província francesa do Berry.